# Olympische Jugend-Winterspiele 2016/Teilnehmer (Kroatien)
| Gelbes Symbol für Goldmedaillen mit stilisierten Olympischen Ringen | Graues Symbol für Silbermedaillen mit stilisierten Olympischen Ringen | Braundes Symbol für Bronzemedaillen mit stilisierten Olympischen Ringen |
| ------------------------------------------------------------------- | --------------------------------------------------------------------- | ----------------------------------------------------------------------- |
| —                                                                   | —                                                                     | —                                                                       |

Kroatien nahm an den Olympischen Jugend-Winterspielen 2016 in Lillehammer mit sieben Athleten in fünf Sportarten teil.

## Sportarten

### Biathlon
| Athleten        | Wettbewerb       | Zeit (Schießfehler) | Rang |
| --------------- | ---------------- | ------------------- | ---- |
| Jungen          |                  |                     |      |
| Mislav Petrović | 7,5 km Sprint    | 22:42,9 min (5)     | 42   |
| Mislav Petrović | 10 km Verfolgung | 36:21,2 min (5)     | 43   |

### Bob
| Athleten   | Wettbewerb | Durchgang 1 | Durchgang 1 | Durchgang 2 | Durchgang 2 | Gesamt      | Gesamt |
| Athleten   | Wettbewerb | Zeit        | Rang        | Zeit        | Rang        | Zeit        | Rang   |
| ---------- | ---------- | ----------- | ----------- | ----------- | ----------- | ----------- | ------ |
| Mädchen    |            |             |             |             |             |             |        |
| Karla Šola | Monobob    | 1:00,87 min | 15          | 1:00,28 min | 15          | 2:01,15 min | 15     |

### Ski Alpin
| Jungen        |              |             |     |                    |                    |                    |                    |
| Samuel Kolega | Super-G      |             |     |                    |                    | DNF                | DNF                |
| Samuel Kolega | Riesenslalom | 1:19,43 min | 9   | 1:18,49 min        | 6                  | 2:37,92 min        | 5                  |
| Samuel Kolega | Slalom       | 50,45 s     | 5   | 49,69 s            | 3                  | 1:40,14 min        | 4                  |
| Samuel Kolega | Kombination  | 1:14,42 min | 26  | 41,57 min          | 5                  | 1:55,99 min        | 13                 |
| Mädchen       |              |             |     |                    |                    |                    |                    |
| Lana Zbašnik  | Super-G      |             |     |                    |                    | DNF                | DNF                |
| Lana Zbašnik  | Riesenslalom | 1:19,89 min | 9   | 1:16,92 min        | 13                 | 2:36,81 min        | 12                 |
| Lana Zbašnik  | Slalom       | DSQ         | DSQ | nicht qualifiziert | nicht qualifiziert | nicht qualifiziert | nicht qualifiziert |
| Lana Zbašnik  | Kombination  | 1:17,66 min | 20  | 45,22 s            | 14                 | 2:02,88 min        | 12                 |

| Athleten                   | Wettbewerb     | Achtelfinale     | Viertelfinale      | Halbfinale         | Finale             | Finale             |
| Athleten                   | Wettbewerb     | Ergebnis         | Ergebnis           | Ergebnis           | Ergebnis           | Rang               |
| -------------------------- | -------------- | ---------------- | ------------------ | ------------------ | ------------------ | ------------------ |
| Gemischt                   |                |                  |                    |                    |                    |                    |
| Lana Zbašnik Samuel Kolega | Teamwettbewerb | Slowenien 2 – 2+ | nicht qualifiziert | nicht qualifiziert | nicht qualifiziert | nicht qualifiziert |

### Skilanglauf
| Athleten          | Wettbewerb       | Qualifikation | Qualifikation | Viertelfinale      | Viertelfinale      | Halbfinale         | Halbfinale         | Finale             | Finale             |
| Athleten          | Wettbewerb       | Zeit          | Rang          | Zeit               | Rang               | Zeit               | Rang               | Zeit               | Rang               |
| ----------------- | ---------------- | ------------- | ------------- | ------------------ | ------------------ | ------------------ | ------------------ | ------------------ | ------------------ |
| Jungen            |                  |               |               |                    |                    |                    |                    |                    |                    |
| Jakov Hladika     | Cross            | 3:41,87 min   | 47            |                    |                    | nicht qualifiziert | nicht qualifiziert | nicht qualifiziert | nicht qualifiziert |
| Jakov Hladika     | Sprint klassisch | 3:21,12 min   | 37            | nicht qualifiziert | nicht qualifiziert | nicht qualifiziert | nicht qualifiziert | nicht qualifiziert | nicht qualifiziert |
| Jakov Hladika     | 10 km Freistil   |               |               |                    |                    |                    |                    | 29:24,7 min        | 46                 |
| Mädchen           |                  |               |               |                    |                    |                    |                    |                    |                    |
| Gabrijela Skender | Cross            | 4:03,71 min   | 30            |                    |                    | 4:01,13 min        | 10                 | nicht qualifiziert | nicht qualifiziert |
| Gabrijela Skender | Sprint klassisch | 3:37,72 min   | 12            | 3:32,32 min        | 2                  | 3:36,19 min        | 6                  | nicht qualifiziert | nicht qualifiziert |
| Gabrijela Skender | 5 km Freistil    |               |               |                    |                    |                    |                    | 15:47,5 min        | 36                 |

### Snowboard

#### Slopestyle
| Athleten    | Wettbewerb | Finale       | Finale       | Finale           | Finale |
| Athleten    | Wettbewerb | Durchgang 1  | Durchgang 2  | Bester Durchgang | Rang   |
| ----------- | ---------- | ------------ | ------------ | ---------------- | ------ |
| Jungen      |            |              |              |                  |        |
| Tino Stojak | Slopestyle | 38,75 Punkte | 20,00 Punkte | 38,75 Punkte     | 17     |